# Андора на Летњим олимпијским играма 2016.
Андора је учествовала на Олимпијским играма 2016. одржаним у Рију де Женеиру, од 5. до 21. августа. Ово је било једанаесто узастопно учешће Андоре на олимпијским играма. Први пут се појавила на Олимпијским играма 1986. у Монтреалу.
Олимпијски комитет Андоре пријавио је 5 спортиста, 2 мушкарца и 3 жене који су се такмичили у четири спорта (атлетика, џудо, пливање и стрељаштво). На игре није допутовала пливачица Моника Рамирез, па је званично учествовало четворо спортиста.. па су у овом тексту наведена 4 учесника
На свечаној церемонији отварања заставу је носила џудисткиња Лаура Саљес
И после ових игара Андора је остала у групи земаља које нису освајале ниједну олимпијску медаљу.

## Учесници по дисциплинама
| Спорт      | Мушкарци | Жене | Укупно |
| ---------- | -------- | ---- | ------ |
| Атлетика   | 1        | 0    | 1      |
| Пливање    | 1        | 0    | 1      |
| Стрељаштво | 0        | 1    | 1      |
| Џудо       | 0        | 1    | 1      |
| Укупно(4)  | 2        | 2    | 4      |

## Резултати по спортовима

### Атлетика
Представници Андоре у атлетским такмичењима нису испинили норме за учешће на Играма, али су искористили ново правило даа Национални олимпијски комитети ако немају ниједног спортисту, који је испунио норму, могу послати по једног спортисту у мушкој и женској конкуренцији, без обзира на постигнути резултат. Ово омогућава да сваки НОК има најмање два представника у атлетици на Играма.
Мушкарци
| Атлетичар | Дисциплина | Лични рекорд | Група    | Група      | Полуфинале           | Полуфинале           | Финале               | Финале        | Детаљи |
| Атлетичар | Дисциплина | Лични рекорд | Резултат | Место      | Резултат             | Место                | Резултат             | Место         | Детаљи |
| --------- | ---------- | ------------ | -------- | ---------- | -------------------- | -------------------- | -------------------- | ------------- | ------ |
| Пол Моја  | 800 м      | 1:48,75      | 1:48.88  | 6. у гр. 6 | Није се квалификовао | Није се квалификовао | Није се квалификовао | 37. / 54 (58) |        |

### Пливање
Андора је добила универзални позив да пошаље двоје пливача на ове Игре. Пријављена пливачица Моника Рамирез није допутовала на игре.
Мушкарци
| Пливач     | Дисциплина     | Квалификације | Квалификације | Финале           | Финале           | Пласман | Детаљи                                     |
| Пливач     | Дисциплина     | Време         | Пласман       | Време            | Пласман          | Пласман | Детаљи                                     |
| ---------- | -------------- | ------------- | ------------- | ---------------- | ---------------- | ------- | ------------------------------------------ |
| Пол Аријас | 400 м слободно | 4:21,16       | 2. у гр. 1    | Није се пласирао | Није се пласирао | 49 /50  | Архивирано на веб-сајту (18. октобар 2016) |

### Стрељаштво
Жене
| Стрељкиња     | Дисциплина     | Квалификације | Квалификације | Финале            | Финале            | Пласман | Детаљи         |
| Стрељкиња     | Дисциплина     | Резултат      | Пласман       | Резултат          | Пласман           | Пласман | Детаљи         |
| ------------- | -------------- | ------------- | ------------- | ----------------- | ----------------- | ------- | -------------- |
| Естер Баругес | ваздушна пушка | 396,9         | 50.           | Није се пласирала | Није се пласирала | 50 /51  | [ мртва веза ] |

### Џудо
Жене
| Џудиста     | Дис.    | Коло 32                      | Коло 16            | Четвртфин.         | Полуфин.           | Репасаж 1          | Репасаж 2          | Меч за бронзу     | Фин.              | Фин.      | Дет.                                        |
| Џудиста     | Дис.    | Противник Резултат           | Противник Резултат | Противник Резултат | Противник Резултат | Противник Резултат | Противник Резултат | Прот. Рез.        | Прот. Рез.        | Плас.     | Дет.                                        |
| ----------- | ------- | ---------------------------- | ------------------ | ------------------ | ------------------ | ------------------ | ------------------ | ----------------- | ----------------- | --------- | ------------------------------------------- |
| Лаура Саљес | − 63 кг | Хаекер (NZL) · Пор 0000–0001 | Није се пласираla  | Није се пласираla  | Није се пласираla  | Није се пласираla  | Није се пласираla  | Није се пласираla | Није се пласираla | =17. / 26 | Архивирано на веб-сајту (20. децембар 2016) |

## Редеренце
1. 1 2  „The Flagbearers for the Rio 2016 Opening Ceremony”. MOK. Приступљено 08. 10. 2016.
2. ↑  У текстовима на осталим википедијама наводи се 5 такмичара са Моником Рамирез која је требало да се такмичи у пливању на 100 м слободно) са напоменом са није стартовала. У званичном извештају организатора у Рију види се да је нема у стартној листи на такмичењу
3. ↑  „Стартна листа учесница трке на 100 м слободно”. Архивирано из оригинала 27. 08. 2016. г. Приступљено 16. 10. 2016.
4. ↑  „IAAF approves entry standards for Rio 2016 Olympic Games”. Athletics Weekly. Приступљено 26 6. 2015. Проверите вредност парамет(а)ра за датум: |access-date= (помоћ)
5. ↑  „Qualification System – Games of the XXXI Olympiad – Athletics” (PDF). IAAF. Приступљено 26. 6. 2016-. Проверите вредност парамет(а)ра за датум: |access-date= (помоћ)